# Östgöta Gille
Östgöta Gille, grundat 28 november 1803, är en förening för östgötar i Stockholm med omnejd. Gillet är en förening som syftar till att ge en historiska förankring, en kontakt med det moderna Östergötland och trevlig samvaro östgötar emellan.
Initiativtagare till bildandet av Gillet och sedan under flera år ledare för sällskapet var ärkebiskopen Jacob Axelsson Lindblom (1746−1819). Gustav III sägs ha uppmärksammat Lindblom för hans ”starka vittra intressen förenade med ett behagligt umgängessätt”, vilket ännu idag uttrycks som välkomna kännetecken för Gillets medlemmar. 
Gillet var ursprungligen tänkt som ett nätverk för att stödja ungdomar från Östergötland, som vistades i Stockholm för utbildning eller arbete. Detta syfte gäller i huvudsak inte längre, men Gillet utdelar fortfarande stipendier för att uppmuntra och stödja gymnasieelever, forskarstudenter och kulturpersonligheter. Idag verkar Östgöta Gille speciellt för samhörighet mellan östgötar och för att stärka banden med hembygden. 
Varje år den 28 november firas Gillets högtidsdag med medlemmar och inbjudna gäster. Under året arrangeras studiebesök och andra aktiviteter för medlemmarna. Årligen anordnas också en kulturresa till Östergötland med möjlighet att träffa lokala politiker och att ges inblick i historia och dagens liv och kulturverksamheter i hembygden. Så har genom dessa resor samtliga kommuner i Östergötland besökts 